# فورپاف (آریزونا)
فورپاف (به انگلیسی: Forepaugh) یک منطقهٔ مسکونی در ایالات متحده آمریکا است که در آریزونا واقع شده‌است. فورپاف ۷۰۲ متر بالاتر از سطح دریا واقع شده‌است.